# 伊朗库尔德人真主党
伊朗库尔德人真主党（：‎  ;波斯語：‎  ) 伊斯兰主义政党，在谢赫穆罕默德·哈立德·巴尔扎尼的领导下于1983年成立。该党与伊朗伊斯兰共和国关系十分紧密，并与其他库尔德人政党不同，并不具有民族主义或左翼的意识形态。据卡迪尔·奥斯曼，该党现任领导人称，其与伊朗“关系十分友好，有时还会相互访问对方”。
1988年，该党在阿达姆·巴尔扎尼的控制之下于其内部成立了其分支库尔德革命真主党。